# مسیر سبز (رمان)
«مسیر سبز» (انگلیسی: The Green Mile) یک کتاب از استیون کینگ است.